# Sazilly
Sazilly település Franciaországban, Indre-et-Loire megyében. Lakosainak száma 269 fő (2022. január 1.). Sazilly Anché, Cravant-les-Côteaux, Lémeré, Panzoult és Tavant községekkel határos.

## Népesség
A település népessége az elmúlt években az alábbi módon változott:
| Lakosok száma | 256  | 236  | 234  | 246  | 249  | 238  | 237  | 250  | 256  | 269  |
|               | 1968 | 1982 | 1990 | 2006 | 2013 | 2015 | 2017 | 2019 | 2020 | 2022 |